# Diadegma defectivum
Diadegma defectivum är en stekelart som först beskrevs av Kokujev 1915.  Diadegma defectivum ingår i släktet Diadegma och familjen brokparasitsteklar. Inga underarter finns listade i Catalogue of Life.